# Бейбарс I
Аль-Мали́к аз-Захи́р Рукн ад-Дин Бейба́рс аль-Бунду́кдари́ (араб. الملك الظاهر ركن الدين بيبرس البندقداري‎; 1223 — 1 июля 1277, Дамаск) — кипчакский мамлюкский султан Египта и Леванта (1223—1277) из династии Бахритов, полководец.   Прозвища: Абу́ль-Футу́х (أبو الفتوح‎), то есть «Отец побед». Также известен как Байбарс I.
Бейбарс находился на престоле 17 лет (с 1260 года по 1277 год). Известен крупными победами против армии Хулагуидского Монгольского Ильханата и крестоносцев Запада. Разгромил армию монгольских ильханов в битве при Эльбистане (1277) и Айн-Джалут(1260).
Им было сделано многое для того, чтобы превратить Египет в могущественную державу. Оказывал поддержку различным натурфилософам, биологам, математикам и астрономам и развивал науку в эпоху «Золотого века ислама». Поддерживал научные исследования арабского медика и биолога Ибн ан-Нафиса. Строились каналы и судостроительные верфи, укрепления и замки на границах страны, дворцы, и мечети в Каире, развивались ремесла, земледелие, культура и искусство. 

## Имя и внешность
На его родном кипчакском языке имя Байбарса означает «господин пантера» (где, «Бай» это «богатый человек, знатный человек» + «Барс» переводится как «леопард, пантера»).
Возможно, основываясь на тюркском значении своего имени, Бейбарс использовал леопард(барс) в качестве своего геральдического герба и размещал её как на монетах, так и на зданиях. 
Бейбарса описывали как высокого мужчину с оливковой кожей и голубыми глазами. У него были широкие плечи, стройные ноги и сильный голос.

## Биография

### Происхождение

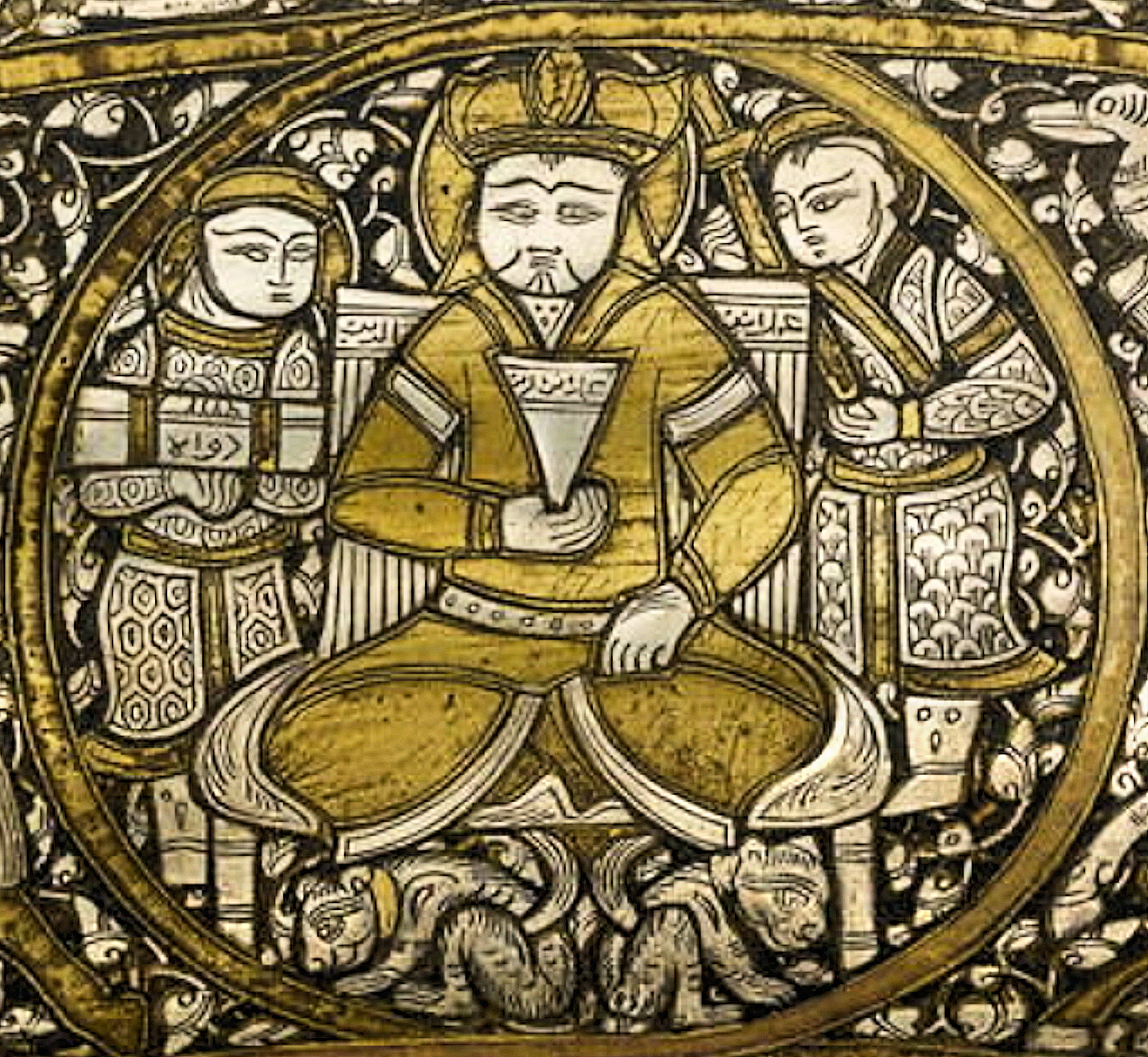
Байбарс, кипчакский император, Медаллион 4, Баптистре де Саинт-Лоуи. Музей Лувр, Париж.

Полное имя: Малик аз-Захир Рукн ад-дунийа ва-д-дин Бейбарс аль-Бундукдари ас-Салих. О происхождении Бейбарса ведутся споры.
По общепринятой версии, кипчак (половец) Бейбарс родился в Дешт-и-Кипчаке (Половецкая степь), между Волгой и Яиком (Уралом). Египетский историк XIV века аль-Айни в своем труде «Икд аль-джуман фи тарих ахль аз-азман» («История человечества в разные эпохи») сообщает: «Байбарс ибн Абдулла, по происхождению кипчак».
По сведениям ан-Нувайри, Бейбарс был тюрком, кипчаком. В некоторых источниках также была информация, что он из рода токсоба, кыпчак, а также рода дортоба.
Известно, что истории мамлюков и конкретно правлению султана Бейбарса посвятили свои труды Ибн Васил (1207—1297), Ибн Шаддад (1217—1285), Ибн Абд аз-Захир (1223—1293), Бейбарс аль-Мансури (ум. в 1325 г.), ан-Нувайри (ум. в 1331 г.), Ибн ад-Давадари (перв. пол. XIV в.), Ибн Тагриберди (род. в 1311 г.), аль-Макризи (1356—1441), аль-Юнини (XIV в.), аль-Айни (1361—1451), Ибн Ияс (1448—1524) и др.
С. А. Аманжолов, ссылаясь на данные арабского писателя аль-Айни, утверждает, что Бейбарс происходил из кипчакского рода бржоглы (бурджоглу, бурджоглы).
В. В. Ушницкий происхождение Бейбарса связывал с центральноазиатскими татарами, вошедшими в состав кимаков.

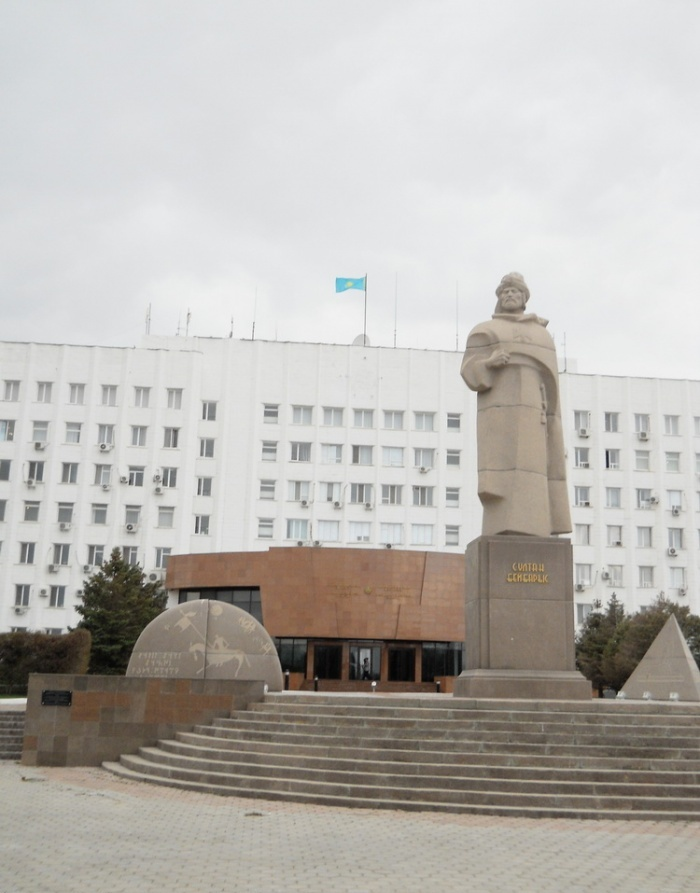
Султан Бейбарс, Казахстан, Атырау

В Крыму распространена точка зрения, что родиной султана были крымские степи, где обитали половцы Дешти-Кипчак. Во всяком случае, известно, что, став султаном, Бейбарс посылал богатые подарки в крымский город Солхат, где по его заказу была построена мечеть. Руины этой старейшей в Крыму мечети, издревле называвшейся мечетью Бейбарса, сохранились в г. Старый Крым по сей день. Местная легенда гласит, что таким образом султан увековечил память о себе на своей родине.

### Мамлюк
В юности Бейбарс был захвачен монголами. Он был продан в рабство за 800 дирхемов дамасскому купцу аль-Имад ад-Даигу. Заметив на глазу раба бельмо, купец расторг сделку, однако его купил эмир мамлюков Ала ад-Дин Айтегин (Айдакин) аль-Бундукдар. Юноша стал прозываться Бейбарс аль-Бундукдари.
Отправленный, как и все приобретённые рабы, для тренировок на нильский остров Рода, Бейбарс показал выдающиеся военные способности. Когда Айтегин аль-Бундукдар впал в немилость и лишился своих мамлюков, Бейбарс был замечен султаном айюбидского Египта ас-Салихом Айюбом ибн Мухаммадом и стал командиром одной из частей его личной охраны (1246).
Бейбарс достиг своих первых военных успехов в качестве командира айюбидской армии в битвах при Эль-Мансуре и Фарискуре в 1250 году. Предводитель крестового похода король Франции Людовик IX Святой попал в плен, позже он был освобождён за огромный выкуп. Новый султан Египта аль-Муаззам Туран-шах своим пренебрежительным отношением восстановил против себя мамлюков. Чувствуя свою военную силу, группа мамлюкских эмиров во главе с Бейбарсом 2 мая того же года убила Туран-шаха. На престол были возведены вдова султана ас-Салих Айюба Шаджар ад-Дурр и мамлюк Айбек, ставший её мужем.
Сирийский айюбид ан-Насир Салах ад-Дин Юсуф II, правнук Салах ад-Дина, направил войска для завоевания Египта и свержения Айбека, но они были разбиты сначала военачальником Актаем (Бейбарс входил в его окружение), а затем и самим Айбеком.
В 1253 году в верхнем и среднем Египте произошли серьёзные восстания, которые были подавлены эмиром Актаем. После победы над сирийским правителем ан-Насиром Юсуфом и подавления восстаний авторитет Актая среди мамлюков значительно возрос, и он стал представлять угрозу власти Айбека.
Осенью 1255 года султан Айбек и эмир Кутуз, опасаясь возросшего влияния эмира Актая, убили его. Бейбарс, Калаун и другие мамлюки, близкие к Актаю, опасаясь, что их ждёт та же участь, скрылись в Сирии. Бейбарс находился на службе местного правителя ан-Насира Салах ад-Дина Юсуфаа, до тех пор, пока на трон не взошёл Кутуз 12 ноября 1259 года. Кутуз, убедил Бейбарса и других мамлюков в безопасности возвращения, и Бейбарс вернулся в Египет. Кутуз, с целью примирения выделил Бейбарсу во владение (икта') город Калйуб с окрестностями, а также оазисы в Ливийской пустыне.

#### Битва при Айн Джалуте

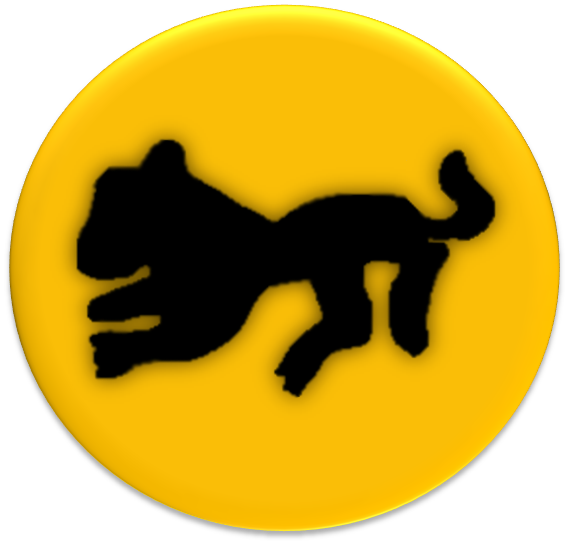
Печать Бахритского Кипчакского султана
Байбарса в виде барса (тигра)

В середине 1260 года в Каир прибыло посольство ильхана Ирана Хулагу — хана с требованием капитуляции. Монгольская армия, сломившая сопротивление иранских исмаилитов (1256), уничтожившая Аббасидский халифат (1258), захватившая Сирию (1259—1260), дошла практически до пределов Египта.
Однако Хулагу с основной частью армии, узнав о смерти великого хана Монгольской империи Мункэ, вынужден был отступить на восток, и в Палестине остался лишь сравнительно немногочисленный корпус под командованием Кит-Буги. Кутуз, по инициативе Бейбарса, казнил монгольских послов, в результате чего война стала неизбежной. Вскоре Кутуз и Бейбарс выступили из Каира, пересекли Иерусалимское королевство и разбили лагерь рядом со столицей крестоносцев Акрой, где три дня отдыхали и пополняли припасы. Бейбарс хотел захватить Акру, но Кутуз отказался нападать на союзника.

Победа против монгольских захватчиков при Айн-Джалут

3 сентября 1260 года два войска столкнулись у Айн Джалута, близ Назарета. Бейбарс ложным отступлением завлёк Кит-Бугу в засаду, где на него с трёх сторон ударили мамлюки. Монгольская армия потерпела поражение, а монгольский военачальник Кит-Буга попал в плен к мамлюкам и был казнён. Наступление монголов в Леванте было остановлено, а мамлюки утвердились в Сирии.
Победив монголов, Бейбарс рассчитывал получить в управление город Халеб, но султан Кутуз решил иначе. Бейбарс, жаждавший мести, вошёл в сговор с другими эмирами. На обратном пути в Каир, во время охоты, он приблизился к Кутузу и попросил у него в дар захваченную в плен монгольскую девушку. Султан Египта согласился, и Бейбарс приблизился, чтобы поцеловать его руку. По этому условному знаку, мамлюки бросились на Кутуза, а Бейбарс ударил его мечом в шею (24 октября 1260). В итоге султан Кутуз умер в ходе покушения.
Эмиры провозгласили Бейбарса султаном и в конце 1260 года Бейбарс торжественно вступил в Каир. Став новым правителем Египта, Бейбарс возвысил своего бывшего хозяина Айтегина аль-Бундукдари и пожаловал ему в управление Дамаск.

### Султан Египта
Главной задачей внешней политики мамлюкского султана Египта Бейбарса в первые годы правления было создание коалиции против монголов и их союзников, которые, несмотря на поражения при Айн Джалуте и Хомсе (11 декабря 1260 года), могли угрожать безопасности страны. Он наладил дипломатические контакты с сельджукским Румским султанатом и царствами Грузии, а также заключил в 1262 году с византийским императором Михаилом VIII Палеологом, незадолго до этого уничтожившим Латинскую империю, договор о свободном доступе египетских торговых судов в Чёрное море.
Бейбарс поддерживал дружественные отношения с королем Сицилии Манфредом Гогенштауфеном и гибеллинской партией на Востоке. Но самого ценного союзника он нашёл в лице золотоордынского правителя Берке-хана, который будучи не в лучших отношениях с ильханом Хулагу, мог сковать армию ильхана военными действиями на Кавказе.
В 1262 году султан Бейбарс направил к хану Берке с аланским купцом письмо с предложением принять ислам. Кроме того, Золотая Орда поставляла в Египет через итальянских купцов крупные партии рабов (сакалиба), укрепляя таким образом военную касту мамлюков.

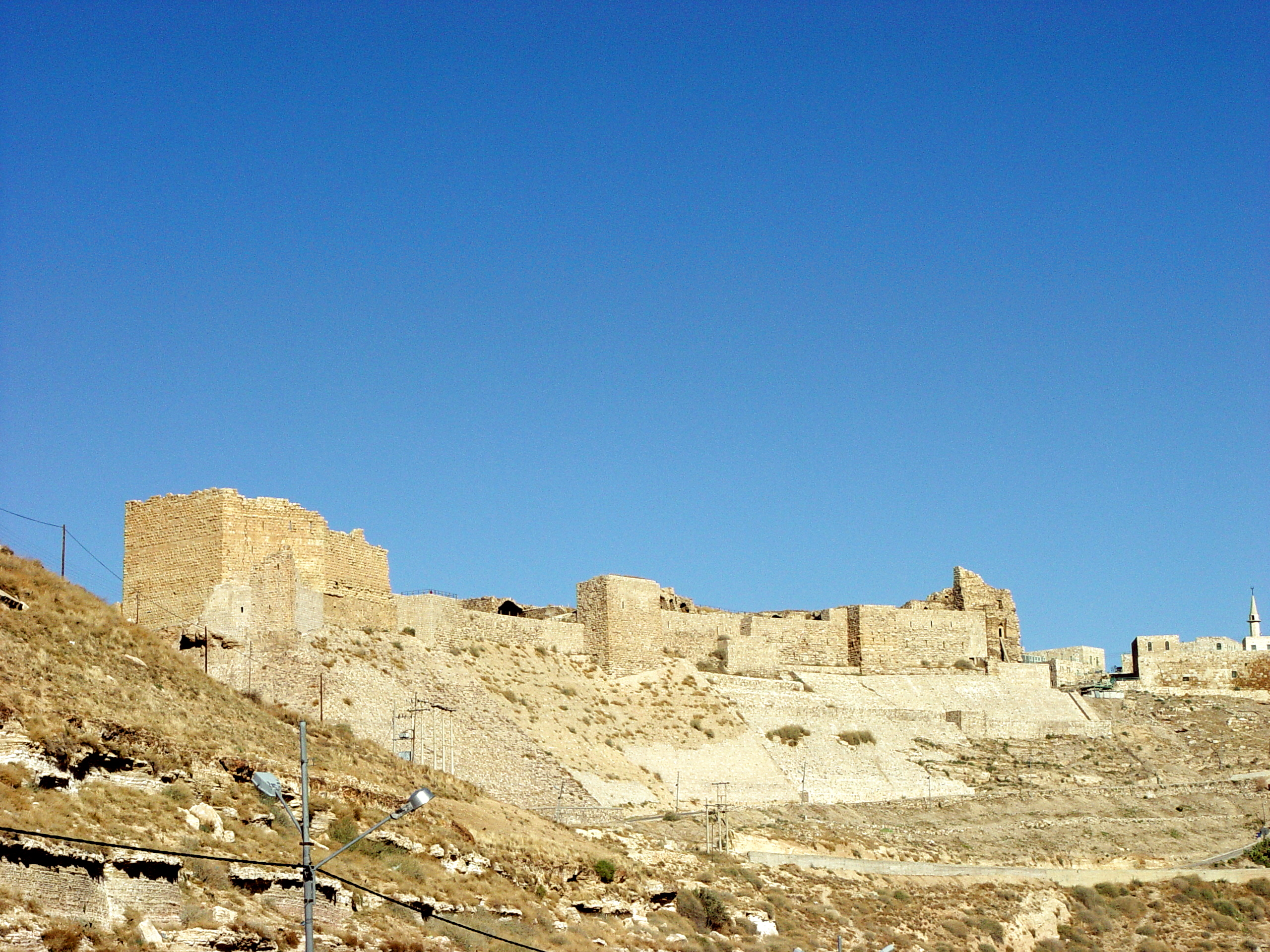
Замок Эль-Карак, Иордания

Особое внимание Бейбарс уделял Сирии, где подчинил многие города, включая Халеб. 17 января 1261 года войска Бейбарса под командованием Айтегина аль-Бундукдари сместили мамлюка Санджара аль-Халаби, которого вскоре после Айн-Джалута султан Кутуз поставил управителем (наибом) Дамаска и который провозгласил себя независимым правителем после прихода к власти Бейбарса.
Айюбидского эмира аль-Мугиса Умара, владевшего ключевой крепостью Эль-Карак в Иордании, Бейбарс в 1263 году заманил в свою ставку, обвинил в связях с монголами и низложил. Он приказал укрепить Эль-Карак, заново отстроить сирийские цитадели и крепости, которые были разрушены монголами, создать новые арсеналы, построить военные и грузовые суда.

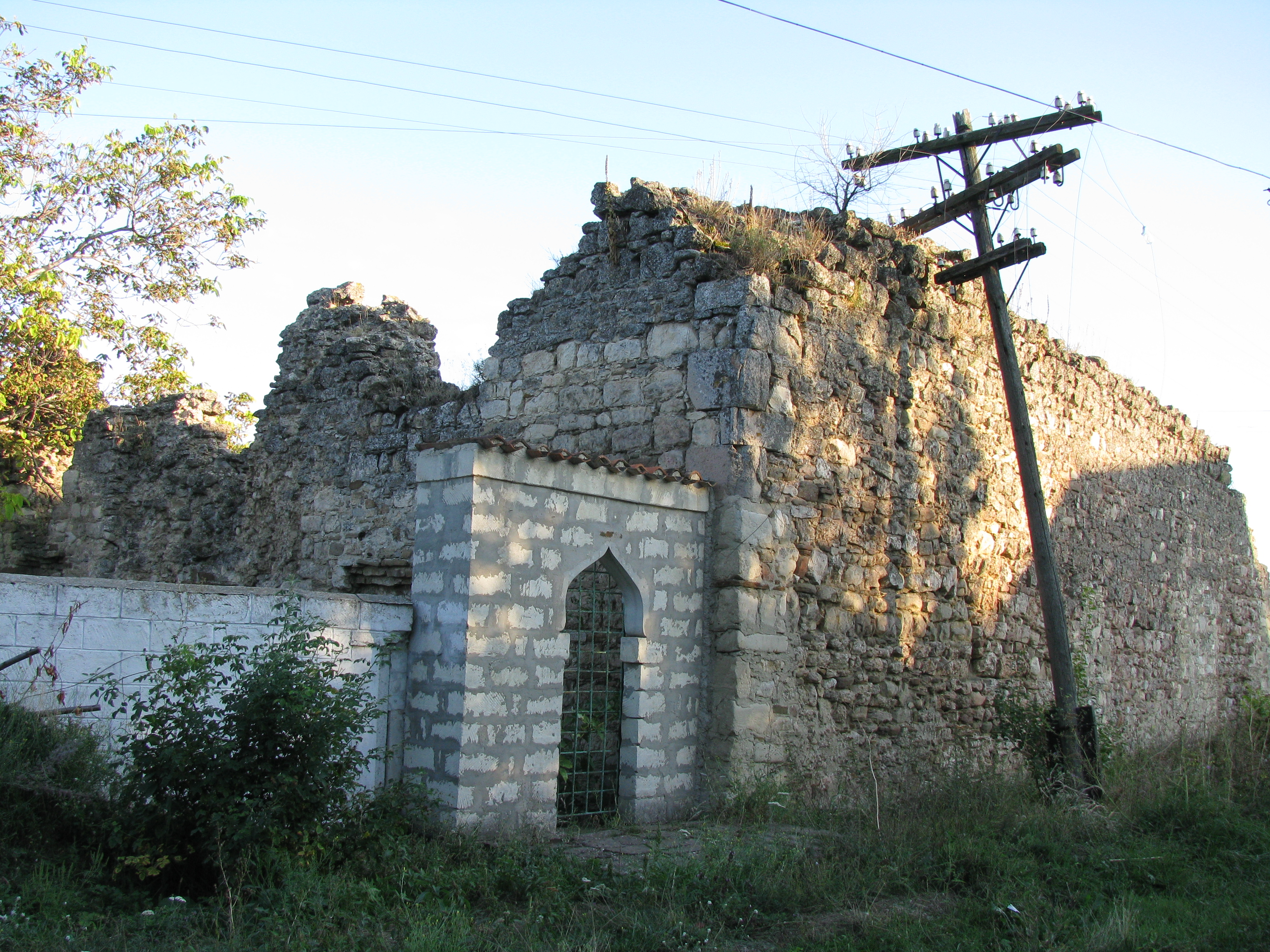
Руины мечети Бейбарса в Старом Крыму

Бейбарс упрочил свой авторитет в мусульманском мире, провозгласив в июне 1261 года халифом в Каире аль-Мустансира, признанного сыном багдадского халифа Аз-Захира Биамриллаха (1225—1226). Теперь султан Египта как воин ислама мог вести планомерное наступление на христианские государства Леванта — Иерусалимское королевство, Антиохийское княжество и Киликийское армянское государство.

#### Завоевания

Замки ордена тамплиеров в Святой земле
(отмечены красным)

В 1262 году вооружённые отряды мамлюков разорили окрестности города Антиохии. Этим было положено начало ежегодных походов египетской армии в Палестину.
В 1263 году египетские войска под личным командованием султана Бейбарса опустошили области Акры, Тира и Триполи.
В ответ крестоносцы в 1264 году совершили набег на окрестности Аскалона и Бетсана. Одновременно войска Киликийского армянского государства и монголы вторглись на территорию Сирии, но были отброшены Бейбарсом.
Весна 1265 года стала для султана Бейбарса временем первых крупных успехов в завоевании христианских крепостей. Сначала была захвачена Бира, затем после пятидневной осады мамлюки завоевали Кейсарию.
В апреле того же 1265 года пал замок рыцарей-госпитальеров Арсуф. Однако осада тамплиерского замка Атлит оказалась безуспешной. В итоге мамлюкская армия ни с чем вернулась в Египет.
7 июля 1266 года султан Бейбарс ударил на замок Сафед, твердыню рыцарского ордена тамплиеров, преграждавшую доступ к столице Иерусалимского королевства городу Акре. После двух попыток осаждения крепости — 13 и 19 июля. Бейбарс принимает решение о блокаде крепости, и пообещал сохранить жизнь всем защитникам местного происхождения. Гарнизон крепости начал «таять». К концу июля рыцари вступили с Бейбарсом в переговоры. В ответ на обещание султана дать им свободу, тамплиеры сдали крепость (25 июля), и все были казнены.
В том же году мамлюками были взяты город Библ и замок Торон. Воины Иерусалимского королевства и Кипрского королевства попытались совершить контрнаступление на Тивериаду, но были разбиты в сражении при Кареблиэ близ Акры, и, потеряв 500 человек, отошли. Султан Бейбарс прибыл в Дамаск и направил послов к киликийскому царю Хетуму I с требованием вернуть несколько пограничных крепостей, захваченных в своё время армянами с монгольской помощью. Опасаясь, что монгольский ильхан Персии Абака расценит передачу крепостей как подчинение Киликийского армянского государства Египту, царь отказался. Султан Бейбарс тогда двинулся в Халеб, откуда отправил против армян войска под командованием эмиров Изз ад-Дина Игана и Калауна. Хетум поспешил за помощью к монголам, а его сыновья Левон и Торос выступили навстречу мамлюкам.
24 августа 1266 года армянское войско было разбито египетской султанской армией в битве при Мари, причём принц Торос погиб, а принц Левон попал в плен. Мамлюки разорили страну до Аданы, предали огню столицу Сис, увели в плен множество народа.

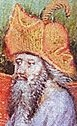
Хетум I

В 1267 году султан Египта Бейбарс I главным образом занимался восстановлением и усилением укреплений Сафеда. Столь же решительно, как ему хотелось уничтожить приморские города и опорные пункты крестоносцев, Бейбарс намеревался укрепить оборонительные позиции внутри страны. Из Сафеда султан Египта предпринял успешный набег на город-порт Тир, в ходе которого опустошил местные земли, захватил много пленных и велел отрубить им головы. У христиан этот год печальнейшим образом ознаменовался также попыткой мамлюкского султана Египта и Сирии завладеть Акрой.
Особенно успешным для султана Бейбарса стал 1268 год. 7 марта он взял город Яффу. Затем после десятидневной осады ему сдался замок тамплиеров Бофор. В начале мая египетские султанские войска опустошили окрестности Триполи, а затем неожиданно направились к городу Антиохии. 14 мая 1268 года антиохийские рыцари были разбиты под стенами города мамлюками, началась осада. Защитники отказались сдать город, уверенные, что им придёт на помощь их князь, Боэмунд VI Красивый. Но Боэмунд VI Красивый, был нарочно дезинформирован о реальной ситуации в городе, что следует из следующего письма султана Бейбарса графу Триполи Боэмунду, («…после этого письма у тебя не будет оснований жаловаться о неверном сообщении Тебе сведений нашей стороной…»). Сам Боэмунд пребывал в городе Триполи, не зная, что его столица осаждена.
Через два дня Бейбарс взял город, а 18 мая мамлюки захватили цитадель Антиохии. Часть христианского населения была вырезана, другая — продана в рабство. Сам город Антиохия был разрушен мамлюками. Захваченная добыча была столь велика, что деньги мерились чашками, а рабов отдавали почти даром — юноша стоил 12 дирхемов, девушка — 5. Галеры из флота князя, захваченные в Антиохии, были отправлены в Сувайдию, гавань в устье Оронта. В саркастическом письме князю Боэмунду султан Бейбарс описал свои свершения, в заключение добавив:

Это письмо содержит для Тебя хорошую новость, что Ты в добром здравии и Бог даровал Тебе долгую жизнь, ибо Ты в этот момент не обретаешься в Антиохии, но находишься в другом месте. Если бы нет, был бы Ты сейчас мертв, пленён, изранен или подвергнут дурному обращению. Спасти жизнь — этому радуется живой перед лицом смерти… После этого письма у Тебя не будет оснований жаловаться о неверном сообщении Тебе сведений нашей стороной, и, после отправки этого письма, излишне просить кого-то другого рассказать тебе о случившемся.— Письмо мамлюкского султана Египта Бейбарса графу Триполи, Боэмунду
В ответном письме граф Боэмунд просил о мире, который и был заключён в Триполи, причём сам султан Бейбарс под видом собственного посла въехал в город и разведал оборонительные сооружения. С посольством из Акры, позднее прибывшим к Бейбарсу в Дамаск, также был заключён мир — на десять лет. Тамплиеры, не в силах защищать замок Баграс к северу от Антиохии, срыли его. Они вынуждены были оставить и Рош де Руссель.

В 1268 году Гуго III де Лузиньян стал королем Иерусалима. В следующем, 1269 году он отбил нападение мамлюкского флота на остров Кипр, на что султан Бейбарс, поддержавший незадолго до этого хана Золотой Орды Менгу-Тимура в конфликте с монгольским правителем Ирана Абакой-ханом из-за Азербайджана, захватил крепость Каран в Шаме и прислал королю Кипра дерзкое и воинственное письмо.

Кампании Бейбарса

В 1270 году султан Бейбарс I укрепил Египет, ожидая вторжения французского короля Людовика IX Святого, однако Восьмой крестовый поход, целью которого стал Тунисский халифат, где правила династия Хафсидов, завершился неудачей.
В 1271 году султану Бейбарсу удается взять замок Монфор — резиденцию великого магистра Тевтонского ордена, должность которого тогда занимал видный рыцарь Анно фон Зангерсхаузен.
8 апреля того же 1271 года под осадой Бейбарса пал также замок Крак-де-Шевалье. Сам замок был захвачен обманным путём, его защитникам пришло письмо от графа Триполи Боэмунда Красивого, в котором писалось, что помощь не придет и крепости предлагалось сдаться, что защитники и сделали. Одновременно ставший в 1272 году королем Англии под именем Эдуарда I принц Эдуард — представитель династии Плантагенетов попытался в ходе организованного под его руководством военного похода на Святую землю улучшить положение христиан на Ближнем Востоке, однако он чуть не стал жертвой покушения, заказчиком которого стал султан Бейбарс. Таким образом, Северная Сирия была потеряна для христиан.
В 1273 году Байбарс I уничтожил последнее убежище ассасинов в горных районах Леванта, хотя сами ассасины не были уничтожены и часть из них даже поступила на службу к самому султану. Одновременно в том же году армия кипчаков в ходе успешного похода за Евфрат нанесла удар по Иранскому Ильханату Хулагуидов.
В 1274—1275 годах кипчаки совершили несколько успешных экспедиций против сельджукских бейликов Малой Азии, которые являлись вассалами монголов, а на обратном пути были опустошены города Киликийского королевства Сис и Масис.
В то время как мамлюки были заняты в военных действиях на севере Леванта, крайние южные границы Египта подвергались разорительным набегам правителя нубийского царства Донголы Давида. Последний даже отказался платить дань мамлюкам, которая была наложена на Нубию ещё в 1264 году. Однако в 1276 году мамлюкская армия успешно вторглась в Донголу и даже пленила царя Давида. Нубия вновь оказалась в зависимости от Бахритского(Мамлюкского) султаната.

### Битва при Эльбистане (1277) против Хулагуидских монголов

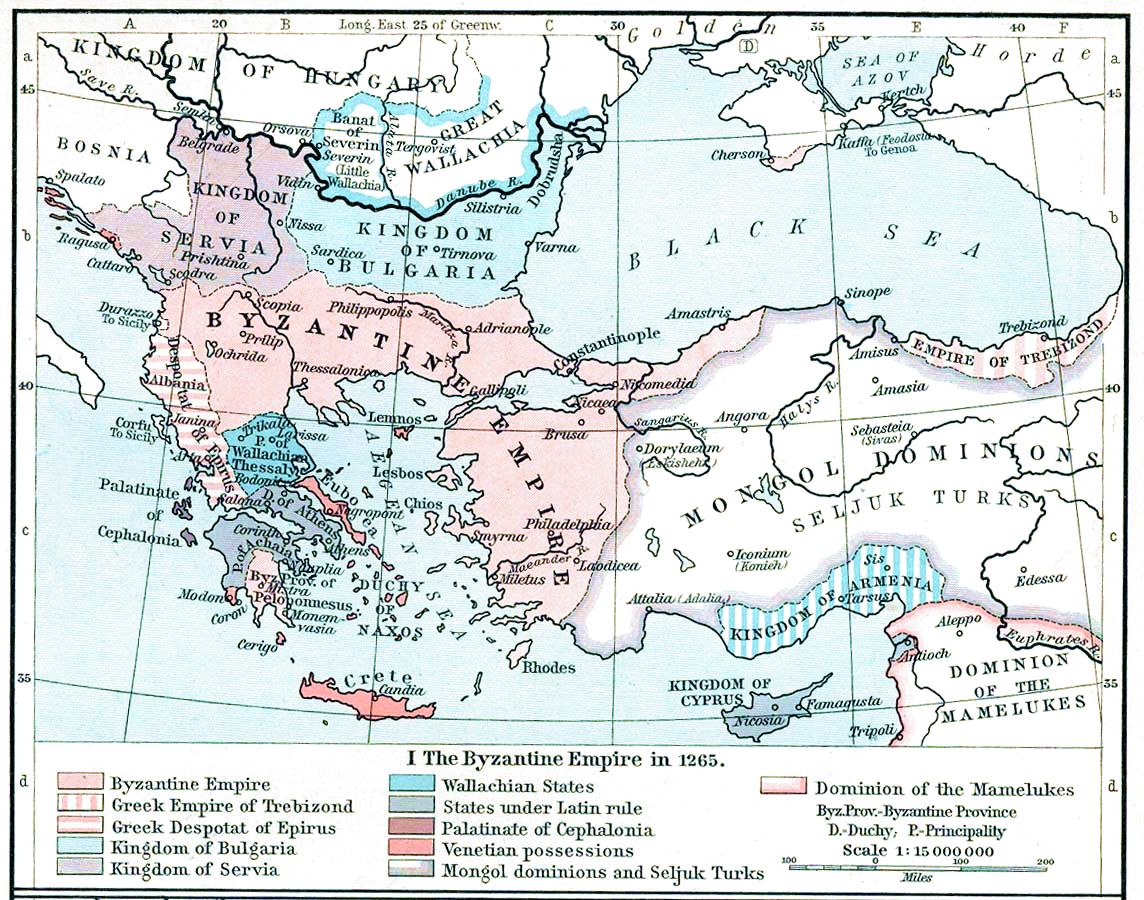
Владения Хулагуидского Ильханата в Анатолии 1265 года

15 апреля, 1277 года произошла битва при Эльбистане (на территории современной Турции) между кипчакской кавалерией Байбарса и монгольской армией Хулагуидского Ильханата и их союзников — царей Грузии и царя Румского султаната. Численность монгольских захватчиков, как и армия мамлюков(кипчаки и арабские кочевники) было примерно равным 14 тысяч. Монгольская армия Абага хана потерпела сокрушительное поражение от конницы кипчакских мамлюков, и по сведениям ибн Шаддада потеряла 6770 воинов.
Султан Рума Перване был казнён 2 августа, 1277 года Абага ханом после этой битвы, и Румский султанат обратно стал вассалом Хулагуидского Ильханата.

### Смерть
Бейбарс I умер 1 июля 1277 года. Есть версия, что, желая умертвить эмира Хамы — главу левантийских Айюбидов, Бейбарс подал ему во время пира чашу с отравленным кумысом. Но эмир, почувствовав опасность, незаметно переменил чаши, когда султан отвернулся. Бейбарс выпил отравленный напиток и умер через 13 дней в ужасной агонии. По другой версии, после отравления своего врага, желая показать, что в чаше не было яда, Бейбарс налил себе туда же вина, не сполоснув её предварительно, что и стало причиной его гибели.

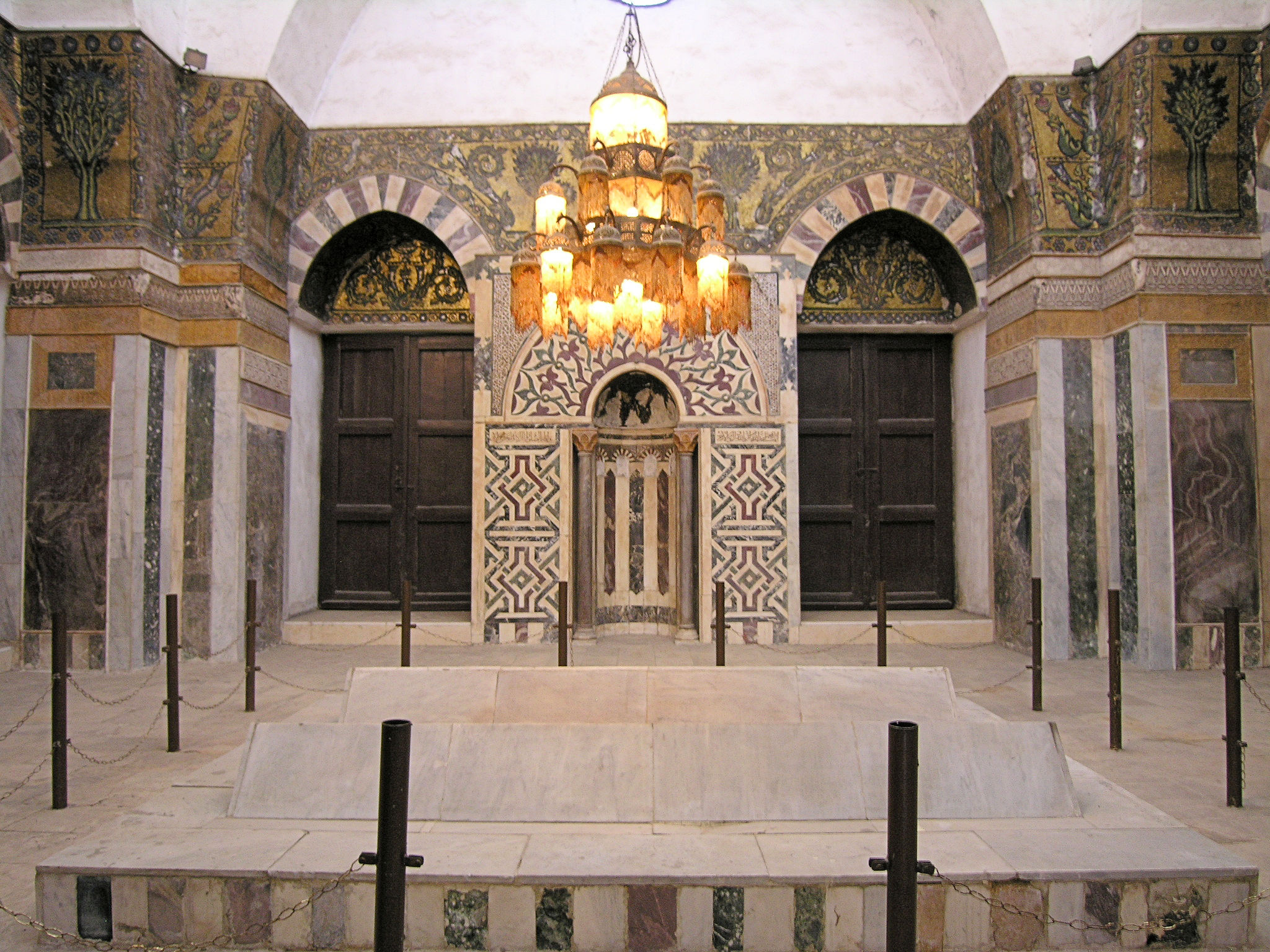
Мавзолей Байбарса (1260-1277) в библиотеке Захирия.

Аль-Макризи сообщает о смерти султана Бейбарса следующее:
И султан взял Кайсарию и расположился там во дворце. Затем он отправился в Дамаск, заболел там поносом и ослабел, и умер от него в четверг, девятнадцатого мухаррама 676 года [То есть 22 июня 1277 г.]. И было ему около пятидесяти семи лет, и правил он семнадцать лет и два месяца... А когда он [Бейбарс] умер, эмир Бадр ад-дин Билбак скрыл это от войска, и положил его в ящик, который повесил в одном из помещений дамасской крепости, представляя дело так, что султан болен, и повелел врачам присутствовать, как обычно. И устроил он шествие с участием войска, и взял с собою сокровища и носилки, чтобы заставить людей думать, что в них находится больной султан. И никто не осмеливался говорить о смерти султана, и двигалось шествие, пока не достигло египетской цитадели, и тут стало известно о смерти султана, да будет милостив к нему Аллах!

## Потомки
У Бейбарса было три сына (Саид Берке-хан, Саламыш, Масуд Хадар) и семь дочерей. Матерью Саламыша, по сведениям Ибн Ийаса, была бедуинка.

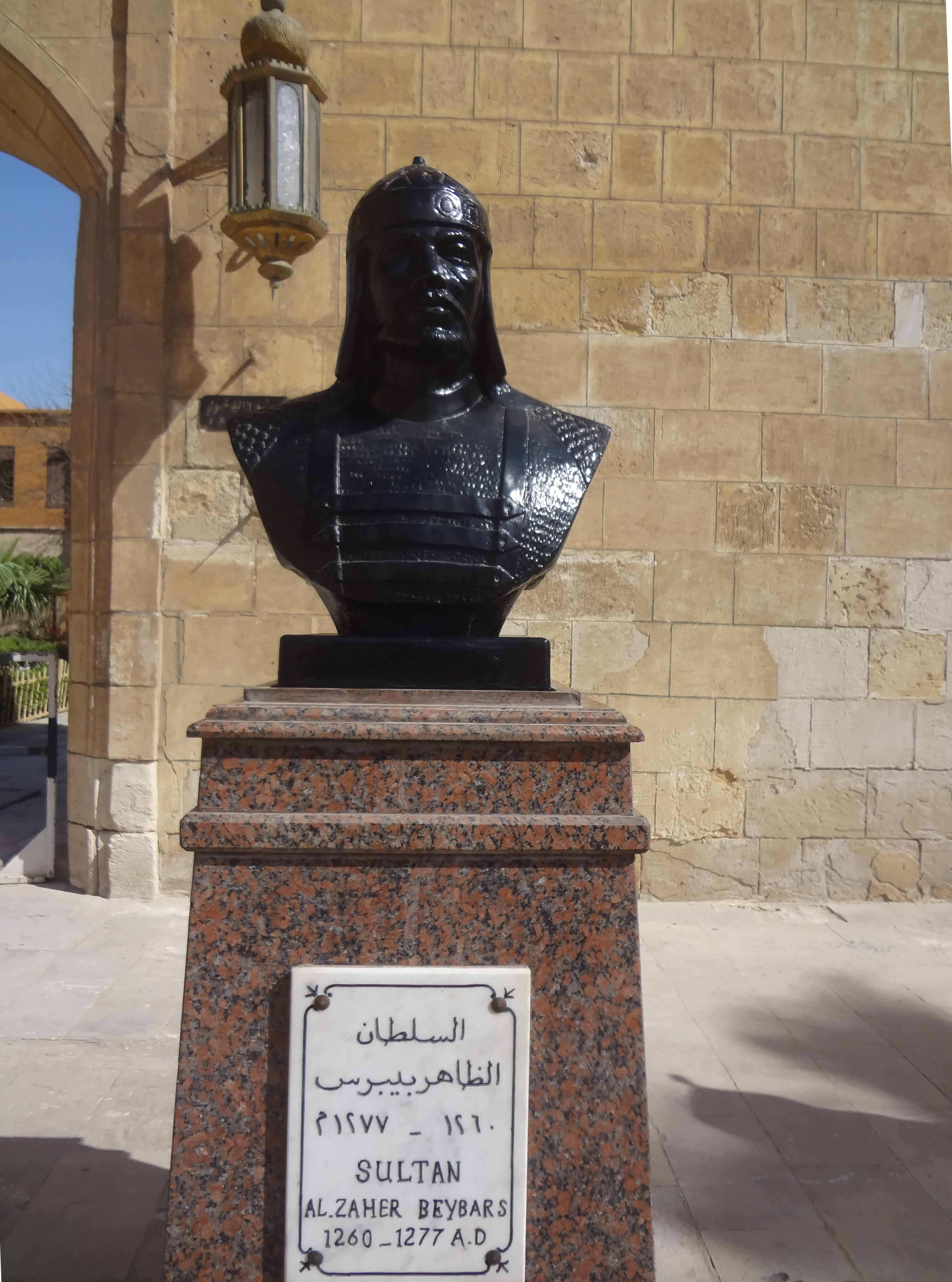
Бронзовый бюст Бейбарса в Каире, в Национальном военном музее

О матери Саида в литературе существует ошибочное мнение, что она была дочерью золотоордынского хана Берке, и именно в его честь сын Бейбарса получил своё имя. Однако арабские источники (Ибн Тагриберди, Ибн Ийас) прямо указывают, что женой Бейбарса стала дочь Хусам ад-Дина Берке-хана ибн Даулет-хана аль-Хорезми, одного из вождей хорезмийцев, приглашённых в Египет айюбидским султаном ас-Салихом Айюбом. Ибн Шаддад добавляет, что первый сын Бейбарса родился в сафаре 658 г. х. / начале 1260 г. н. э., то есть это произошло ещё до того, как Бейбарс стал султаном и были установлены дипломатические отношения с джучидом Берке.

## Культурное и научное наследие
Он также был эффективным администратором, который интересовался строительством различных инфраструктурных проектов, таких как навесная система ретрансляции сообщений, способная доставлять сообщения из Каира в Дамаск за четыре дня. Он строил мосты, ирригационные и судоходные каналы, улучшал гавани. Он был покровителем науки, например, поддерживал медицинские исследования своего арабского медика и биолога Ибн ан-Нафиса. Бейбарс оставил кошачий сад в Каире в качестве вакуфа, обеспечивая каирских кошек едой и кровом. 
Его мемуары вошли в популярный арабский роман «Сират аз-Захир Бейбарс» («Жизнь аз-Захира Бейбарса»), повествующий о его сражениях и подвигах. Он пользуется героическим статусом в Казахстане, а также в арабских странах.
В библиотеке Аз-Захирия по сей день хранится огромное количество рукописей по различным отраслям знаний.

## Образ в искусстве

### В литературе
- «Бейбарс» — арабский эпос неизвестного автора. Существует несколько рукописей, относящихся в основном к XVIII в..[29][30]
- В рассказе Роберта Говарда The Sowers of the Thunder (1932) Бейбарс и другие исторические личности действуют наряду с вымышленными персонажами.
- «Емшан» — повесть советского писателя Мориса Симашко о Бейбарсе[31].
- Бейбарс — один из главных героев романов английской писательницы Робин Янг Тайное братство (Brethren, 2006) и Крестовый поход (Crusade, 2007).
- «Бейбарс — султан Египта» — исторический роман писателя Нуззета Умерова (Симферополь, Крым), издан в 2016 году.
- «Мамлюк» — исторический роман известного кинодраматурга и режиссёра Ермека Турсунова. Роман повествует об ас-Захре Бейбарсе, легендарном султане Египта XIII века (Арабский халифат). Meloman Publishing, 2017 г.

### В кино
Кинодилогия режиссёра Булата Мансурова по мотивам повести Мориса Симашко «Емшан»:
- «Бейбарс» (1989) — киностудии Ялта-фильм и Казахфильм, первая часть кинодилогии
- «Султан Бейбарс» (1989) — советско-египетский фильм, вторая часть кинодилогии
- «Бейбарс» (2005) — сериал или Телепрограмма (30 серий) от студии Рисалат

### В играх
- В «Age of Empires II: Definitive Edition», в кампании Эдуарда Длинноногого появляется как противник. Исторические события отражены в целом достоверно, но очень кратко и упрощенно.